# جون كريستي (فنان)
جون كريستي (بالإنجليزية: June Christy)‏  (و. 1925 – 1990 م) هي مغنية، وعازفة الجاز أمريكية، ولدت في سبرينج فيلد، إلينوي، تستخدم آلات صوت بشري، توفيت في شيرمان أوكس، عن عمر يناهز 65 عاماً، بسبب قصور كلوي.

## وصلات خارجية
- جون كريستي على موقع IMDb (الإنجليزية)
- جون كريستي على موقع ميوزك برينز (الإنجليزية)
- جون كريستي على موقع إن إن دي بي (الإنجليزية)
- جون كريستي على موقع أول ميوزيك (الإنجليزية)
- جون كريستي على موقع ديسكوغز (الإنجليزية)
- جون كريستي على موقع قاعدة بيانات الفيلم (الإنجليزية)
- جون كريستي في قاعدة بيانات الأفلام على الإنترنت